# Вулиця Мальовнича (Черкаси)
Вулиця Мальовни́ча — одна з вулиць у місті Черкаси. Знаходиться у мікрорайоні Дахнівка.

## Розташування
Вулиця простягається від вулиці Свидівоцької південно вигнутою дугою на схід до вулиці Бігучої.

## Опис
Вулиця неширока та неасфальтована, забудована приватними будинками.

## Історія
До 1983 року вулиця називалась на честь радянського космонавта Юрія Гагаріна, а після приєднання села Дахнівка до міста Черкаси була перейменована на честь радянського діяча В.Володарського. 2016 року в процесі декомунізації вулиця була перейменована на сучасну нейтральну назву.